# Классификация животных (Борхес)
Классификация животных — вымышленная классификация, описанная аргентинским писателем Хорхе Луисом Борхесом в рассказе-эссе «Аналитический язык Джона Уилкинса». Борхес упоминает «некую китайскую энциклопедию» под названием «Божественное хранилище благотворных знаний» (исп. «Emporio celestial de conocimientos benévolos»), согласно которой животные делятся на:
- принадлежащих Императору;
- набальзамированных;
- прирученных;
- молочных поросят;
- сирен;
- сказочных;
- бродячих собак;
- включённых в эту классификацию;
- бегающих как сумасшедшие;
- бесчисленных;
- нарисованных тончайшей кистью из верблюжьей шерсти;
- прочих;
- только что разбивших цветочную вазу;
- похожих издали на мух.

## Реакция на список
Этот список, открытие которого Борхес приписывает Францу Куну, породил множество философских и литературных толкований.
Мишель Фуко начинает предисловие к книге «Слова и вещи» словами:

Эта книга вызвана к жизни одним из произведений Борхеса. Точнее — смехом, прозвучавшим под влиянием его чтения, смехом, который колеблет все привычки нашего мышления — нашего по эпохе и географии — и сотрясает все координаты и плоскости, упорядочивающие для нас великое разнообразие существ, вследствие чего утрачивается устойчивость и надёжность нашего тысячелетнего опыта Тождественного и Иного.

Луи Сасс предположил, в ответ на классификацию Борхеса, что подобное «китайское» суждение демонстрирует симптомы типичного шизофренического мышления.
Известный лингвист Джордж Лакофф, напротив, указал, что список походит на некоторые классификации, существующие в культурах, отличных от западной.

## Авторство
Исследователи оспаривают достоверность приписывания списка Францу Куну. Хотя Франц Кун действительно занимался переводом китайской литературы, работы Борхеса часто содержат множество якобы исследованных ссылок, что приводит к смешению фактов и вымысла. На текущий момент свидетельства существования списка не найдены.
Австралийский историк Кит Виндшаттл приводил в качестве знака упадка западной образовательной системы тот факт, что достоверность авторства списка принимается на веру многими преподавателями вузов.